# Paratanytarsus paralauterborni
Paratanytarsus paralauterborni är en tvåvingeart som beskrevs av Wang och Guo 2005. Paratanytarsus paralauterborni ingår i släktet Paratanytarsus och familjen fjädermyggor. Inga underarter finns listade i Catalogue of Life.